# Iphinoe solida
Iphinoe solida is een zeekommasoort uit de familie van de Bodotriidae. De wetenschappelijke naam van de soort is voor het eerst geldig gepubliceerd in 1885 door Aurivillius.